# Capetus palustris
Capetus palustris Steen, 1938  è un anfibio estinto, appartenente ai temnospondili. Visse nel Carbonifero superiore (circa 300 milioni di anni fa) e i suoi resti sono stati ritrovati nel famoso giacimento di Nýřany, in Repubblica Ceca.

## Descrizione
Il cranio di questo animale era largo e grosso, e raggiungeva la lunghezza di 40 centimetri; la mandibola era molto robusta nella parte posteriore. Si presume che l'intero animale potesse superare il metro e mezzo di lunghezza e, quindi, fosse uno dei più grandi tetrapodi di Nýřany. I denti erano conici, ma quelli posizionati nella parte anteriore della bocca erano leggermente compressi lateralmente e forse erano debolmente carenati. Il cranio era sprovvisto dei canali della linea laterale, come nella maggior parte degli edopoidi.

## Classificazione
A causa di numerose caratteristiche primitive nel cranio, il capeto è considerato un membro poco specializzato dell'ordine dei temnospondili. Probabilmente la sua posizione era ancestrale a quella della maggior parte dei temnospondili, e le sue parentele potrebbero essere ricercate nella superfamiglia degli edopoidi.

## Stile di vita

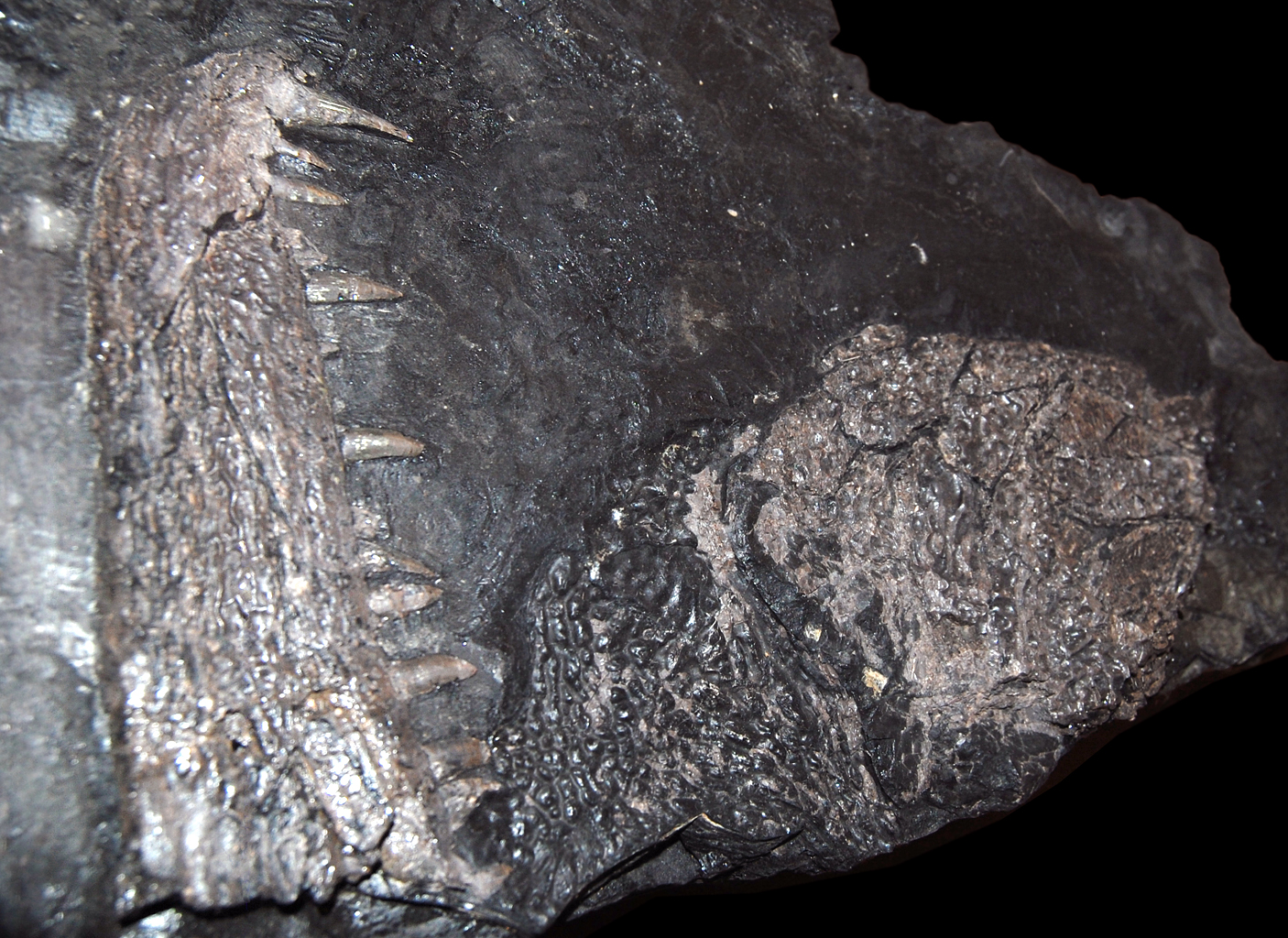
Fossile di Capetus palustris

Si presume che questo animale conducesse una vita anfibia (Sequeira & Milner, 1993), simile a quella degli attuali alligatori: le sue prede, in questo caso, potrebbero essere state tetrapodi di media taglia dai movimenti lenti. Lo stile di vita, in questo caso, potrebbe essere stato piuttosto diverso da quello dei contemporanei loxommatidi o di Cochleosaurus, più specializzati nella caccia a prede strettamente acquatiche come i pesci. Un'altra possibilità è che questo animale fosse maggiormente adatto a una vita terrestre; questa ipotesi è data dalla mancanza dei canali della linea laterale, di solito distintivi di creature acquatiche.